# Menciusz
Menciusz, kínaiul Meng-ce (Mengzi) (i. e. 372–i. e. 289) ókori konfuciánus filozófus, akinek tanításai a nevét viselő hétrészes műben, a Meng-cé (Mengzi)ben 《孟子》 maradtak fenn. Konfuciusz első nagy követője, az első konfuciánus gondolkodó. Leghíresebb tétele az, hogy az ember alapvetően jó, s csak a rossz társadalmi hatások torzítják el. Az emberségesség, az igazságosság, a szertartásosság és a bölcsesség kezdeménye az emberben születésétől megtalálható együttérzés, szégyenérzet, szerénység és a helyes és helytelen közti különbségtevés képessége. Ha az ember ezeket a csírákat ápolja, akkor kialakul a konfuciánus erény négy alapja. Ezért a nevelés és önművelés célja az, hogy az embereket visszatérítsék eredendően jó természetükhöz, s ennek megvalósítása az államnak is a legfőbb feladata. Menciusz tanait a Szung (Song)-kori neokonfuciánusok emelték be az ortodox konfucianizmusba, akik művét a konfuciánus kánonba tartozó úgynevezett Négy könyv közé sorolták.

## Élete
Az első konfuciánus bölcselő, Menciusz (eredeti nevén: Meng Ko (Meng Ke) 孟軻; i. e. 372–289) a Lu 魯 állam melletti kisebb Co (Zou) 鄒 állam szülötte. Konfuciuszhoz hasonlóan őt is a korán özvegységre jutott anyja nevelte. A történetíró feljegyzéseiben fennmaradt hagyomány szerint Menciusz Konfuciusz unokájának, Ce-sze (Zisi)nek 子思 (kb. i. e. 483–402) egyik tanítványától kapott tanításokat, majd visszatért Co (Zou)ba és ott saját iskolát alapított. Körülbelül a negyvenedik életévében a Csi (Qi)-beli 齊 Hszüan (Xuan) 宣 király (i. e. 342–324) meghívta az általa fenntartott Csi-hszia (Jixia) 稷下 „Akadémiára”, ahol számos egyéb írástudó (pl. Sen-ce (Shenzi) 慎子, Tien Pien (Tian Pian) 田駢) is gyakran megfordult. Az uralkodóval való kezdeti jó viszonya azonban megromlott, és így Menciusz az i. e. 4. század vége felé (i. e. 320) számos más államban (Szung (Song) 宋, Vej (Wei) 魏, Teng 滕, majd újra Csi (Qi)) vendégeskedett. Meng mester, vagyis Menciusz tanításait az azonos elnevezésű könyvben, a Meng-ce (Mengzi)ben gyűjtötték össze tanítványai.
A történetíró feljegyzéseinek 74. fejezetében életéről ez olvasható:

„Meng Ko (Meng Ke) Co (Zou) szülötte volt, és Ce-hszi (Zisi) egyik tanítványánál tanult. Miután elsajátította az Utat, Csi (Qi) államába ment, hogy ott Hszüan (Xuan) királyt szolgálja (i. e. 342–324). Hszüan (Xuan) király azonban képtelen volt alkalmazni őt, ezért Liangba ment. Liang királya azonban nem találta (elég) gyümölcsözőnek szavait, és mivel haszontalannak tartotta, eltávolította őt az államügyek közeléből. Ekkoriban történt, hogy Csin (Qin) felfogadta Sang-csün (Shangjun)t, hogy gazdaggá tegye államát és megerősítse haderejét, Csu (Chu) és Vej (Wei) pedig Vu Csi (Wu Qi)t segítségével nyert csatákat, és tette egyre gyengébbé ellenségeit. Vej (Wei) király (i. e. 378–343) és a Csi (Qi)-beli Hszüan (Xuan) király Szun Vu (Sun Wu) és Tian Csi (Tian Ji) tanítványait alkalmazták, a fejedelmek kelet felé néztek és hálájukat fejezték ki Csi (Qi)nek. Az égalatti(ban mindenki) szövetségek és ellen-szövetségek alakításával foglalatoskodott, és mindenki támadásokkal és hadügyekkel volt elfoglalva. Meng Ko (Meng Ke) azonban Tang Jao (Yao), Jü (Yu), Sun (Shun), és a Három dinasztia erényét fejtette ki, így akárhova is ment, sehol sem találta a helyét. Visszavonult tehát és tanítványaival, mint Vang Csang (Wang Zhang) a Dalok könyvét és az Írások könyvét vitatták meg, kifejtették Konfuciusz elképzeléseit, és megírták a hétfejezetes Meng-ce (Mengzi)t.”

## Filozófiája
Menciusz alapvető feladatának tekintette, hogy az akkoriban nagy népszerűségnek örvendő, a mindenkivel egyenlő törődést hirdető Mo Ti (Mo Di)val és a csak önmagát szerető, az „egoista” Jang Csu (Yang Zhu)val szemben Konfuciusz tanításait hirdesse. A Mengce (Mengzi) dialógusaiban egyfajta terápikus bölcselet bontakozik ki, aminek segítségével Meng-ce (Mengzi) a helytelen nézeteikből igyekszik „kigyógyítani” vitapartnereit. Ezen tanításokat Menciusz különböző hasonlatokkal, metaforákkal és analógiákkal világítja meg. A mindenkivel egyformán törődő (csien-aj (jian’ai) 兼愛) Mo Ti (Mo Di) elvét Menciusz azért vetette el, mert az nem ismeri a konfuciánusok számára olyannyira fontos fokozatosság elvét. Menciusz a családon belül elsajátított viszonyoknak a társadalmi viszonyokra történő kiterjesztését hirdeti.
A jó uralkodópár a nép apja és anyja , vagyis Menciusz elsősorban a szülői metaforát használja arra is, hogyan kell egy ideális fejedelemnek gondoskodnia népéről. Konfuciuszhoz hasonlóan Menciusz úgy gondolta, hogy a jó uralkodó képes népe átalakítására, ugyanakkor mesterével szemben nemritkán praktikusabb, gazdasági és jogi módszereket (pl. adók csökkentése, anyagi szükségletek kielégítése, büntetések enyhítése) is figyelembe vett. Az ideális fejedelem az erény gyakorlásában bölcs, ennek legkiválóbb példája Jao (Yao), Sun (Shun) és Jü (Yu) kormányzása, akiket utódjuk kinevezésében nem a vérségi kapcsolat, hanem egyfajta karizmatikus rátermettség befolyásolt.
A hadakozó fejedelemségek korában gyakran folyt vita az ember veleszületett hajlamainak (hszing (xing) 性) jellemzőit illetően (teljesen jó, részben jó, rossz, vagy neutrális). Mivel a hszing (xing)en az emberrel született természetes hajlamok és készségek összességét, az ember kiinduló állapotát értették a korabeli Kínában, így ismeretének egyebek között az uralkodásra nézve is fontos konzekvenciái voltak.
Menciusz erősen védelmezte azon tételét, miszerint az ember veleszületett hajlamai (amit általában alaptermészetnek fordítanak) alapvetően jók, és az emberben található rossz csak a külső körülmények hatásának, illetve a benső erények elhanyagolásának következménye. Menciusz álláspontja az, hogy az ember alapvető jóságát maga az Ég helyezte szívébe, és az ideális ember az, aki képes megőrizni „gyermeki szívét”, azaz eredendő egyszerűségét és jóságát. Menciusz számára, aki saját eredendő hajlamait felismeri, az valójában az Ég akaratát ismerte meg.
Az emberi hajlamokról számos ellentétes nézet alakult ki a korban, Menciusz számára fontos volt, hogy ezekkel szemben képviselje, hogy az erényesség az emberi mivolt inherens része, az emberek nem hajlamok és készségek nélkül születnek, illetve hogy mindenkire vonatkozóan igaz az emberi hajlamok alapvető jóságáról hirdetett tanítása, az emberek tehát nem oszthatók a jó és rossz hajlamokkal rendelkezők két csoportjára.
A szív (hszin (xin) 心) Menciusz számára az erényesség alapja, ő volt az első szerző, aki részletesebben írt a szív neveléséről. A szív, ami az ókori Kínában az érzelmeknek, az akaratnak és az intellektusnak egyaránt székhelye, egyik lényegi képessége, hogy képes megkülönböztetni a jót a rossztól. Tanítása szerint minden ember szívében potenciálisan jelen van a négy alapvető erény: az emberség (zsen (ren) 仁), a méltányosság- igazságosság (ji (yi) 義), a szertartásosság (li 禮) és a bölcsesség (cse (zhi) 智). E négy erény közül legalapvetőbbnek az emberséget és a méltányosságot-igazságosságot tartotta. Az emberséget a túlzott törődéssel és a túlzott magaszeretettel, míg a méltányosságot- igazságosságot a hasznosság elvével állította szembe. E négy erény potenciális megléte ugyanakkor nem jelenti, hogy ezek aktuálisan is megvannak egy individuumnál, mivel ezen erények csak csíraállapotban mint kezdetek (duan (tuan) 端) léteznek: az emberség csírája az együttérzés vagy könyörület (cö-jin (ce-jin) 惻隱), a méltányosságé-igazságosságé a szégyenérzet (hsziu-e (xiu'e) 羞惡), a szertartásosságé a tisztelet (kung-csing (gongjing) 恭敬), a bölcsességé pedig a helyes és helytelen (si-fej (shifei) 是非) megkülönböztetésének képessége.
Menciusz annak fontosságát is hangsúlyozza, hogy az embernek a szív egyik funkciójával, az akaratával (zhi 志) finoman és óvatosan kell táplálnia és fejlesztenie csi (qi)jét 氣 (akárcsak erényeit), Menciusz tehát határozottan tiltja az olyan erőszakkal történő fejlesztést. Ha akár az akarat, akár a csi (qi) nem működik a megfelelő módon, akkor ennek negatív fizikai következményei is lehetnek, és mivel a megfelelő erényes élethez az embernek egészséges csi (qi)re van szüksége, ezért különböző jó tettekkel kell táplálnia csi (qi)jét, amely egyébként „éhezik”. Az igazán nagy emberekre jellemző az „áradó csi (qi)” (hao-zsan cse csi (haoran zhi qi) 浩然之氣), mely állapotot a felhalmozott igazságos tettekkel lehet elérni. Menciusz szerint választanunk kell az emberben rejtőző különböző vágyak között (pl. a hosszú élet és a túl gyakori szexuális együttlét között), ugyanakkor nem ellentétként látja őket, hanem fontossági sorrendet határoz meg köztük, és úgy véli, hogy alapvetően mindenki képes arra, hogy érzéki vágyait szívének rendelje alá.
A Mo Ti (Mo Di) által hirdetett hasznosság (li) elvének elsődleges, illetve kizárólagos fontosságát Menciusz erőteljesen kritizálta.
Az alapvetően a külső hagyományokban (régi írásokban, rítusokban, zenében) őszintén hívő Konfuciusztól eltérően Menciusz a szellemi erőként értelmezett Ég által a szívbe ültetett alapvető erények újrafölfedezését tartotta a megfelelő módszernek.
Menciusz erősen hangsúlyozza, hogy a család egyfajta előképzés a későbbi erények kifejlesztésére, azaz a családon belül lehet elsőként megtanulni az emberség és a méltányosság alapját képező szeretetet és tiszteletet, majd az így kialakult erényeket a későbbiekben már ki lehet terjeszteni a családon kívüli világra. Az ember tehát nem külsődlegesen sajátítja el és gyakorolja a társadalom előírásait és szabályait, hanem magából („szívéből”) fokozatosan előhozza a látensen mindenkiben meglévő csírákat, az erény tehát nem egy külső viselkedési mód, hanem egy megfelelő módon bensővé tett attitűd.
Míg Konfuciusz még megkülönböztette a születésénél fogva szent embert (Jao (Yao), Sun (Shun)) a tanulás révén szentté válótól, addig Menciusz elképzelése szerint mindenkiből lehet Jao (Yao) vagy Sun (Shun). Tanításának azon látszólagos ellentmondását, miszerint a tanító csak úgy tudja erényes magatartásra serkenteni tanítványát, ha az már eredendően is birtokolja az erényt, Menciusz úgy oldja föl, hogy minden emberben potenciálisan benne rejlik az erény, a tanítás célja tehát ezen potencialitás aktualitássá tevése. A jó kormányzás feladata tökéletesíteni az emberekben ezeket az erényeket, így válhat az ember bölccsé. Ugyanakkor a bölcseknek kötelességük elért tudásukkal a kormányzást jó irányba befolyásolni. Az erény alapján cselekvő fejedelmet Menciusz szembeállítja a Keleti Zhou (Csou, )-korban mind gyakoribbá váló, erőszakkal cselekvő „hegemónnal” (pa (ba) 霸).
Menciusz az ideális uralkodót mint emberséges személyt írja le, aki ugyanakkor képes végrehajtani a megfelelő, konkrét hatalmi-igazgatási és gazdasági intézkedéseket, reformokat. A fejedelemnek tehát gazdasági értelemben is gondoskodnia kell az emberekről és az államról, ennek egyik alapvető módja az úgynevezett kútföldrendszer kialakítása.
Az égi megbízatás (tien-ming (tianming) 天命) elve szerint az Ég a dinasztiának adott megbízatását az uralkodó megfogyatkozott erényessége miatt visszavonhatja. Ezen megfogyatkozás jele alapvetően a nép elégedetlensége (azaz az Ég a népen keresztül fejezi ki véleményét és érvényesíti akaratát), ezért ha egy már alkalmatlan uralkodót ölnek meg, akkor valójában nem egy fejedelem, hanem egy trónbitorló hal meg.

## Hatása
A Meng-ce (Mengzi) a Tang-kori Han Jü (Han Yu) hatására került az előtérbe, majd a Szung (Song)-kori neokonfucianizmus atyja, Csu Hszi (Zhu Xi) (1130–1200) írt nagy hatású kommentárt hozzá, akárcsak a Beszélgetések és mondásokhoz, A közép mozdulatlanságához és A nagy tanításhoz. Számos modern tudós szerint a Meng-ce (Mengzi) Szung (Song)-kori fontossága elsősorban abban állt, hogy az egyébként éppen a Meng-ce (Mengzi)által inspirált Szung (Song)-kori neokonfucianizmus képviselői hatékony eszközt kaptak ezen mű által a korabeli egyéb vallási irányzatok (taoizmus, buddhizmus) befolyásának ellensúlyozására. Mások szerint a Szung (Song)-kori neokonfuciánusok éppen azért választották a Meng-ce (Mengzi)t, A közép mozdulatlanságát és A nagy tanítást, mert ezek az írások illettek leginkább a taoizmussal és buddhizmussal átitatott szellemi élet általános értékrendszerébe. 1315-től a fent említett művek, köztük a Meng-ce (Mengzi)vel, a hivatalnoki vizsgák alapját képezték.

### Magyarul
- ↑ Fung 2003:  Fung Yu-lan: A kínai filozófia rövid története, (Szerk.: Derk Bodde; Ford.: Antóni Csaba.) Budapest: Osiris Kiadó, 2003. ISBN 963-389-479-4
- ↑ Kósa 2013:  Kósa Gábor: „Mengzi”. In Kósa Gábor - Várnai András (szerk.): Bölcselők az ókori Kínában. Magyar Kína-kutatásért Alapítvány, Budapest, 2013. pp. 65–84. ISBN 978-963-284-374-2
- ↑ Tőkei Ferenc 1986:  Kínai filozófia. Ókor. 1. kötet. Válogatta, fordította, a bevezetést és a jegyzeteket írta: Tőkei Ferenc. Akadémia Kiadó. Budapest, 1986. (Harmadik, változatlan kiadás) ISBN 963 05 4294 3
- ↑ Tőkei Ferenc 1997:  Menciusz. Konfuciusz nagy követője. Szukits Könyvkiadó, Szeged, 1997. ISBN 963 9020 36 2

### Idegen nyelven
- ↑ Geisz 2008:  Steven F. Geisz: „Mengzi, Strategic Language, and the Shaping of Behavior.” Philosophy East & West 58.2: 190–222.
- ↑ Ivanhoe 1990:  Philip J. Ivanhoe: Ethics in the Confucian Tradition: The Thought of Mencius and Wang Yang-ming. Atlanta: Scholars Press. 1990.
- ↑ Liu 2002:  Liu Xiusheng – Philip J. Ivanhoe (eds.). Essays on the Moral Philosophy of Mengzi. Indianapolis, In: Hackett Publishing Company. 2002.

## Lásd még
- Meng-ce (könyv)
- Konfuciusz
- Konfucianizmus
- Motizmus